# Regine Gildemeister
Regine Gildemeister (* 1949) ist eine deutsche Soziologin. Von 1996 bis 2013 lehrte sie als Professorin für die „Soziologie der Geschlechterverhältnisse“ am Institut für Soziologie an der Universität Tübingen.

## Leben
Gildemeister studierte nach ihrem Abitur 1968 am Elsa-Brändström-Gymnasium in Oberhausen Soziologie, Psychologie und Pädagogik an der Universität Münster und Universität Bielefeld, und erwarb ein Diplom in Soziologie 1974 an der Universität Bielefeld. Danach war sie wissenschaftliche Mitarbeiterin am Modellversuch „Zentrum für Wissenschaft und berufliche Praxis“ der Universität Bielefeld und wissenschaftliche Assistenz am Institut für Soziologie der Universität Erlangen/Nürnberg. 1981 erfolgte die Promotion zur Dr. phil. an der Universität Erlangen, und 1988 die Habilitation im Fach Soziologie. Die Habilitation mit dem Titel „Institutionalisierung psychosozialer Versorgung. Eine Feldforschung im Grenzbereich von Gesundheit und Krankheit“ wurde mit dem Habilitationspreis der Universität Erlangen ausgezeichnet. 1991 bis 1996 war sie Professorin für „Theorie, Empirie und Methoden der sozialen Therapie“ am Fachbereich Sozialwesen der Gesamthochschule Kassel.

## Publikationen
- Als Helfer überleben. Beruf und Identität in der Sozialarbeit / Sozialpädagogik. Luchterhand, Neuwied 1983, ISBN 3-472-52041-8.
- Institutionalisierung psychosozialer Versorgung. Eine Feldforschung im Grenzbereich von Gesundheit und Krankheit. Deutscher Universitäts-Verlag, Wiesbaden 1989, ISBN 3-8244-4020-2.
- Regina Gildemeister, Kai-Olaf Maiwald, Claudia Scheid, Elisabeth Seyfarth-Konau: Geschlechterdifferenzierungen im Horizont der Gleichheit. Exemplarische Analysen zu Berufskarrieren und beruflicher Praxis im Familienrecht. Westdeutscher Verlag, Wiesbaden 2003, ISBN 3-531-13896-0.
- Regine Gildemeister, Günther Robert: Geschlechterdifferenzierungen in lebenszeitlicher Perspektive. Interaktion – Institution – Biografie. VS Verlag für Sozialwissenschaften, Wiesbaden 2008, ISBN 978-3-531-16223-2.
- Regine Gildemeister, Katja Hericks: Geschlechtersoziologie. Theoretische Zugänge zu einer vertrackten Kategorie des Sozialen. Oldenbourg, München 2012, ISBN 978-3-486-58639-8.